# 맥 (화장품)
맥(M.A.C)은 "Makeup Art Cosmetics'의 약자로 캐나다, 미국, 유럽, 아시아 등 전 세계 350여곳에 매장을 두고 있는 화장품 브랜드이다. 한국에서는 1999년 12월에 론칭을 했으며, 전국 35개 매장을 가지고 있다. 현재 에이즈 기금 마련을 위해 팝스타 신디 로퍼, 레이디 가가의 이름을 딴 비바글램 컬렉션과 환경 보호 프로그램인 백투맥 등 사회 공헌 캠페인을 전개 중에 있다.